# دنیای اقیانوسی
دنیای اقیانوسی، جهان اقیانوسی، سیارهٔ اقیانوسی، سیاره پانتالاسیک، جهان دریایی، دنیای آبی یا سیارهٔ آبی (انگلیسی: Ocean world)
نوعی سیاره است که مقدار قابل توجهی آب به شکل اقیانوس، یا در زیر سطح، به‌عنوان اقیانوس‌های زیرسطحی یا در سطح با یک هیدروسفر، که به‌طور بالقوه تمام سطح خشکی را زیر آب می‌برد، تشکیل شده باشد. اصطلاح دنیای اقیانوسی همچنین گاهی برای جرم‌های آسمانی دیگر با اقیانوسی متشکل از مایع یا تالاسوژن متفاوت استفاده می‌شود، مانند گدازه (مورد Io)، آمونیاک (در مخلوط یوتکتیک با آب؛ بر پایهٔ گمانه‌زنی موردی. اقیانوس درونی تیتان) یا هیدروکربن‌هایی مانند سطح تیتان (که می‌تواند فراوان‌ترین نوع اگزوزا باشد).
زمین تنها جرم نجومی شناخته شده‌ای است که دارای آب مایع در سطح آن است، هرچند که چندین سیاره فراخورشیدی با شرایط مناسب برای پشتیبانی از وجود آب مایع پیدا شده‌است. برای سیاره‌های فراخورشیدی، فناوری کنونی نمی‌تواند آب سطحی مایع را مستقیماً مشاهده کند، بنابراین بخار آب اتمسفر ممکن است به عنوان یک نماینده یا نشانهٔ آن استفاده شود. ویژگی‌های دنیای اقیانوسی سرنخ‌هایی از تاریخ آن‌ها و شکل‌گیری و تکامل منظومه شمسی به عنوان یک کل ارائه می‌دهد. از جذابیت‌های دیگر پتانسیل آنها برای ایجاد و میزبانی زندگی است.
در ژوئن ۲۰۲۰، دانشمندان ناسا گزارش دادند که بر اساس مطالعات مدل‌سازی ریاضی، احتمالاً سیاره‌های فراخورشیدی با اقیانوس‌ها در کهکشان راه شیری رایج هستند.
«اختراقیانوس‌شناسی» دانش مطالعهٔ اقیانوس‌های فرازمینی است.

## نگاه کلی
جهان‌های اقیانوسی به دلیل داشتن آمادگی بالقوه برای توسعهٔ حیات و نگهداری فعالیت‌های بیولوژیکی در بازه‌های زمانی زمین‌شناسی، بسیار مورد توجه اخترزیست‌شناسان هستند. قمرهای بزرگ و سیاره‌های کوتوله در منظومه شمسی که تصور می‌شود اقیانوس‌های زیرسطحی را در خود جای داده‌اند، جالب توجه هستند، زیرا برخلاف سیاره‌های فراخورشیدی، می‌توان به آنها دسترسی پیدا کرد و توسط کاوشگرهای فضایی آنها را مورد مطالعه قرار داد. بهترین جهان‌های آبی ثابت در منظومهٔ شمسی، به غیر از زمین، کالیستو، انسلادوس، اروپا، گانیمد و تیتان هستند. اروپا و انسلادوس به دلیل پوسته‌های نسبتاً نازک بیرونی و مشاهدات آتشفشانی منجمدشان، یکی از قانع‌کننده‌ترین هدف‌ها برای اکتشاف در نظر گرفته می‌شوند.

### سیاره‌های فراخورشیدی
خارج از منظومه شمسی، GJ 1214 b and the planets of TRAPPIST-1 Kepler-22b, Kepler-62f, Kepler-62e

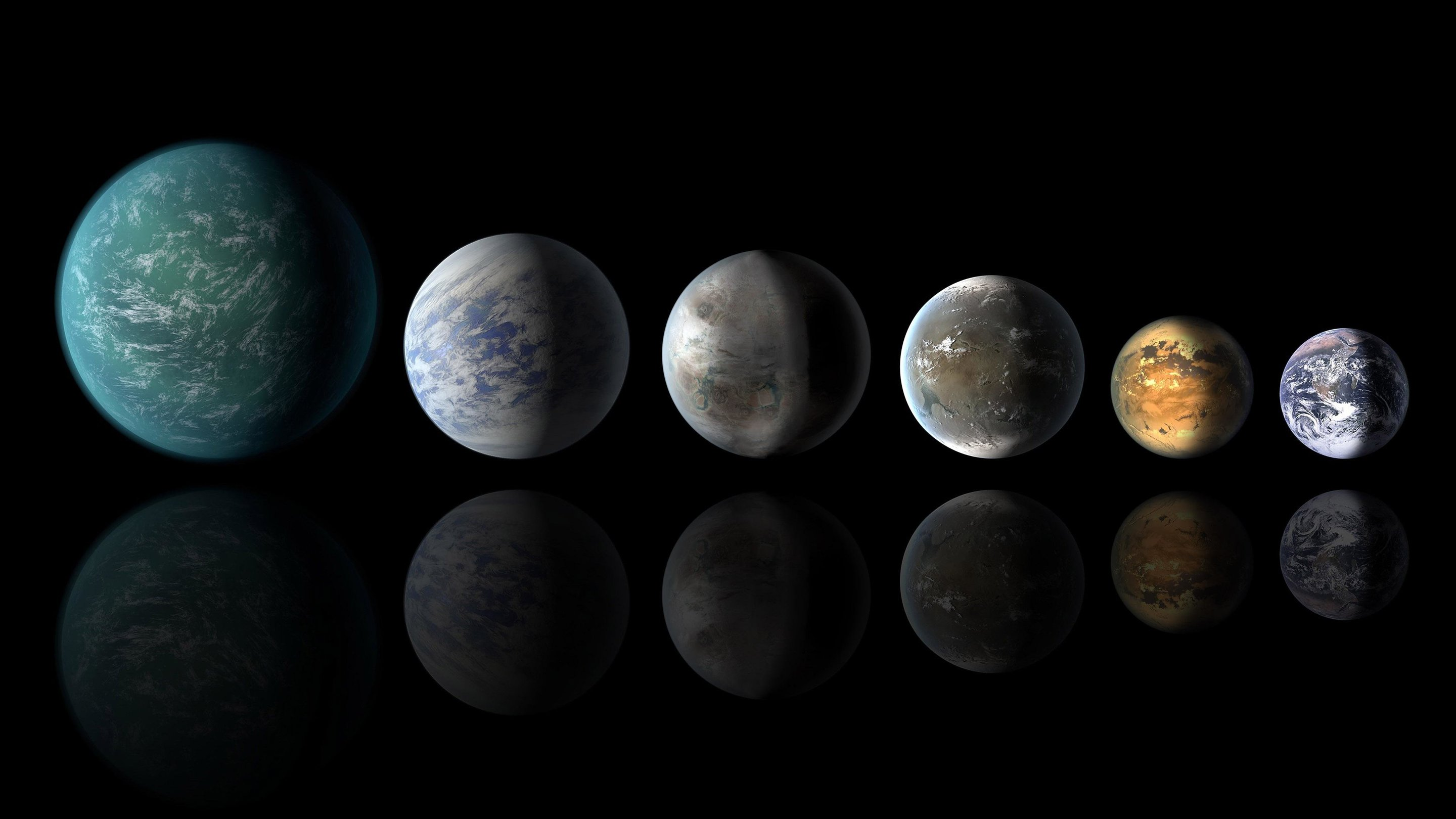
سیاره‌های فراخورشیدی containing water (انگاشت هنری; 17 August 2018)

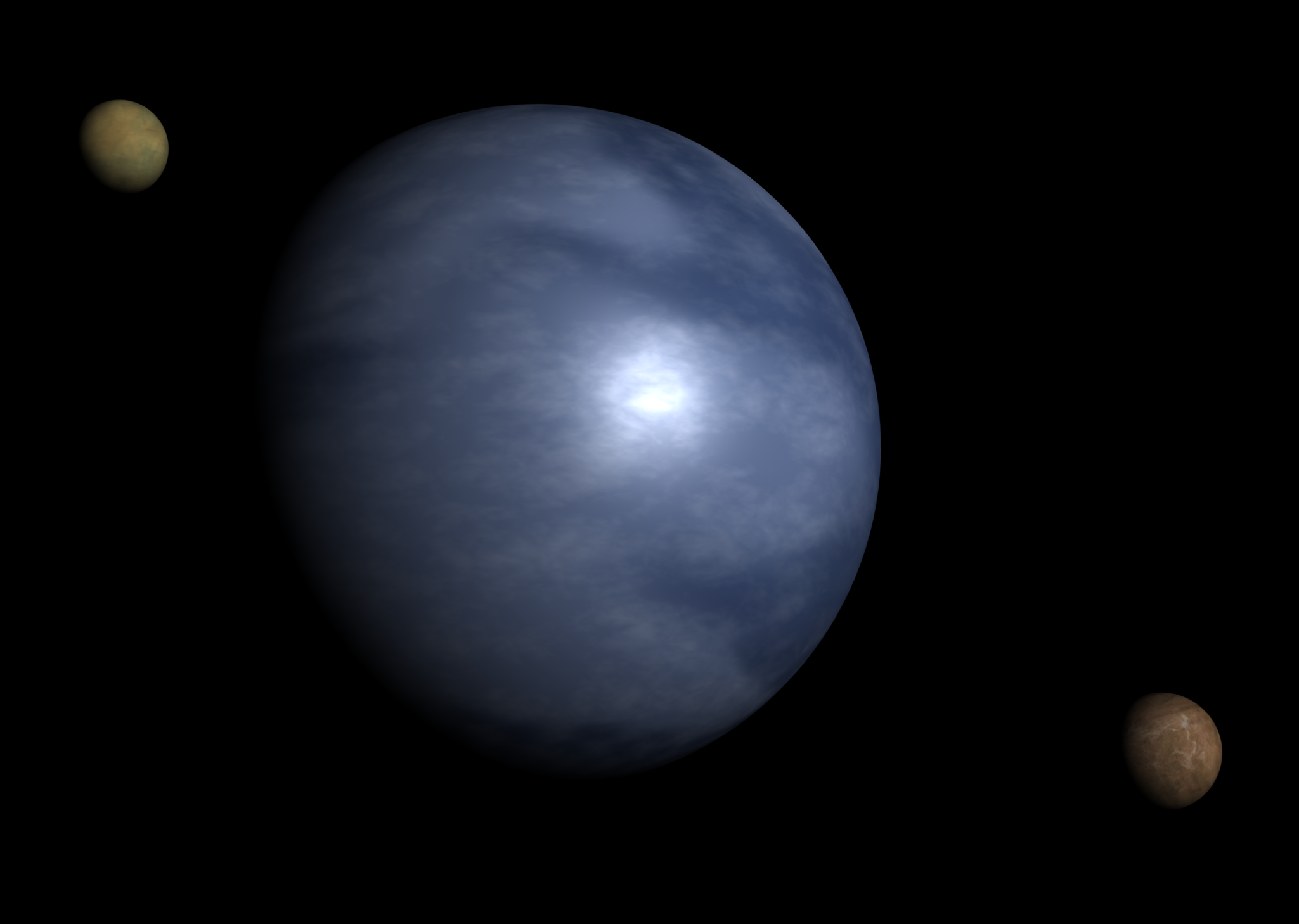
انگاشت هنرمند از یک سیاره فرضی اقیانوسی با دو قمر آن

بیرون از منظومه شمسی، GJ 1214 b, و سیاره‌های TRAPPIST-1[28][29] ] برخی از محتمل‌ترین نامزدهای شناخته شده برای یک سیاره اقیانوسی فراخورشیدی هستند.
اگرچه ۷۰٫۸ درصد از کل سطح زمین پوشیده از آب است، آب تنها ۰٫۰۵ درصد از جرم زمین را تشکیل می‌دهد. یک اقیانوس فرازمینی می‌تواند آنقدر عمیق و متراکم باشد که حتی در دماهای بالا فشار آب را به یخ تبدیل کند. فشارهای بسیار زیاد در نواحی پایینی چنین اقیانوس‌هایی می‌تواند منجر به تشکیل گوشته‌ای از اشکال عجیب و غریب یخ مانند یخ V شود. این یخ لزوماً به اندازه یخ معمولی سرد نخواهد بود. اگر سیاره به اندازه ای به ستاره خود نزدیک شود که آب به نقطه جوش برسد، آب فوق بحرانی می‌شود و سطح مشخصی ندارد. حتی در سیارات سردتر تحت تسلط آب، اتمسفر می‌تواند بسیار ضخیم‌تر از جو زمین باشد و عمدتاً از بخار آب تشکیل شده و اثر گلخانه ای بسیار قوی ایجاد می‌کند. چنین سیاره‌هایی باید به اندازه کافی کوچک باشند تا نتوانند پوشش ضخیمی از هیدروژن و هلیوم را در خود نگه دارند، یا به اندازه کافی به ستاره اولیه خود نزدیک باشند تا از این عناصر سبک پاک شوند. در غیر این صورت، آنها به جای آن، یک نسخه گرمتر از یک غول یخی مانند اورانوس و نپتون را تشکیل می‌دادند.

## پیشینه
پیش از مأموریت‌های سیاره‌ای که از دهه ۱۹۷۰ آغاز شوند، کارهای مقدماتی مهمی انجام شد. به‌طور خاص، لوئیس در سال ۱۹۷۱ نشان داد که واپاشی رادیواکتیو به تنهایی احتمالاً برای تولید اقیانوس‌های زیرسطحی در قمرهای بزرگ کافی است، به ویژه اگر آمونیاک (NH)
۳) حضور داشته باشد. پیل و کاسن در سال ۱۹۷۹ به نقش مهم گرمایش جزر و مد (معروف به خمش جزر و مد) در تکامل و ساختار ماهواره پی بردند. اولین کشف تأیید شده یک سیاره فراخورشیدی در سال ۱۹۹۲ بود. آلن لگر و همکاران در سال ۲۰۰۴ دریافتند که تعداد کمی از سیاره‌های یخی که در منطقه فراتر از خط برف تشکیل می‌شوند، می‌توانند به سمت داخل به 1 AU مهاجرت کنند، جایی که لایه‌های بیرونی متعاقباً ذوب می‌شوند.
شواهد جمع‌آوری‌شده توسط تلسکوپ فضایی هابل، و همچنین ماموریت‌های پایونیر، گالیله، وویجر، کاسینی-هویگنس، و افق‌های نو، قویاً نشان می‌دهند که چندین جسم بیرونی منظومه شمسی اقیانوس‌های آب مایع داخلی را در زیر یک پوسته یخی عایق نگه می‌دارند. در همین حال، رصدخانه فضایی کپلر، که در ۷ مارس ۲۰۰۹ پرتاب شد، هزاران سیاره فراخورشیدی را کشف کرده‌است که حدود ۵۰ مورد از آنها به اندازه زمین در مناطق قابل سکونت یا نزدیک به آن هستند.
سیاره‌ها تقریباً با تمام جرم‌ها، اندازه‌ها و مدارها شناسایی شده‌اند که نه تنها ماهیت متغیر شکل‌گیری سیاره را نشان می‌دهد، بلکه مهاجرت بعدی را از طریق قرص دور ستاره‌ای از محل پیدایش سیاره نشان می‌دهد. از اول سپتامبر ۲۰۲۲، ۵۱۵۷ سیاره فراخورشیدی تأیید شده در ۳۸۰۴ منظومه سیاره‌ای وجود دارد که ۸۳۳ منظومه بیش از یک سیاره دارند.
در ژوئن ۲۰۲۰، دانشمندان ناسا گزارش دادند که بر اساس مطالعات مدل‌سازی ریاضی، احتمالاً سیاره‌های فراخورشیدی اقیانوسی ممکن است در کهکشان راه شیری رایج باشند.

## تشکیل

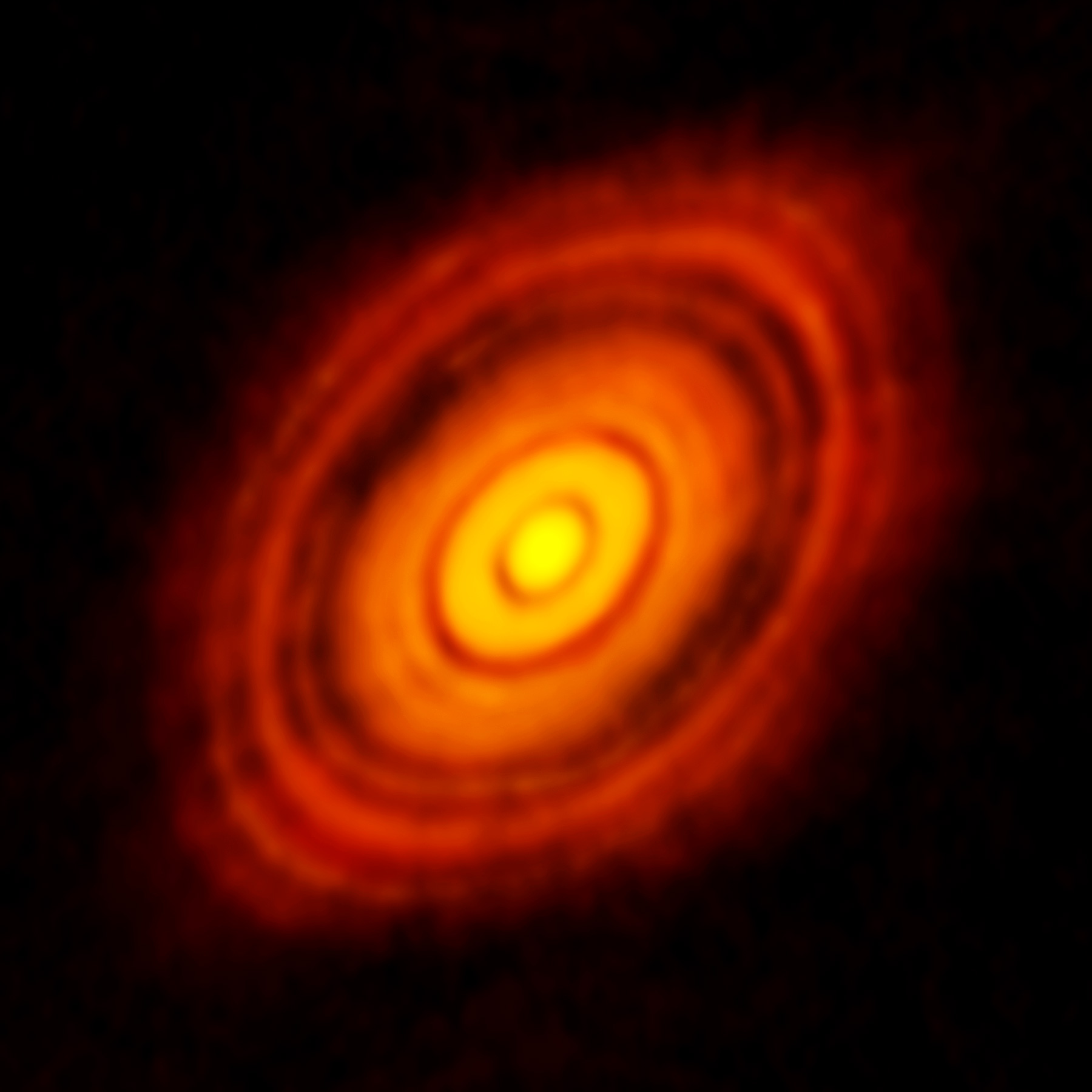
تصویری از قرص پیش‌سیاره‌ای اچ‌ال تاوری از دیدگاه آرایه میلی‌متری بزرگ آتاکاما

اجرام سیاره‌ای که در بیرونی منظومه شمسی تشکیل می‌شوند، به‌عنوان ترکیبی دنباله‌دار مانند از تقریباً نیمی از آب و نیمی از سنگ با جرم شروع می‌شوند و چگالی کمتری نسبت به سیاره‌های سنگی نشان می‌دهند. سیاره‌های یخی و قمرهایی که در نزدیکی خط یخبندان تشکیل می‌شوند باید بیشتر حاوی H باشند
2O و سیلیکات. آنهایی که دورتر تشکیل می‌شوند می‌توانند آمونیاک (NH
3)
1. و متان (CH
2. به عنوان هیدرات، همراه با CO, N

۲ و CO 2 باشند.
سیاره‌هایی که پیش از پراکندگی گازی قرص برافزایشی دور ستاره شکل می‌گیرند، گشتاورهای قوی را تجربه می‌کنند که می‌تواند مهاجرت سریع به داخل را به منطقه قابل سکونت، به‌ویژه برای سیاره‌های در محدوده جرمی زمین، القا کند.از آنجا که آب در ماگما بسیار محلول است، بخش بزرگی از محتوای آب سیاره در ابتدا در گوشته به دام می‌افتد. با سرد شدن سیاره و شروع به جامد شدن گوشته از پایین به بالا، مقدار زیادی آب (بین ۶۰ تا ۹۹ درصد از کل گوشته) حل می‌شود و جوی از بخار تشکیل می‌دهد که ممکن است در نهایت متراکم شود و اقیانوس را تشکیل دهد.